# Bob Andrews
Bob Andrews, właśc. Robert Thomas Andrews (ur. 27 października 1935 w Londynie) – brytyjski i nowozelandzki żużlowiec.

## Życiorys
Jeździł przez 26 lat na torze żużlowym (1953–1978).
Był 4 razy w finałach IMŚ. Reprezentował wiele razy w drużynie dla Wielkiej Brytanii i Nowej Zelandii
Pięciokrotny mistrz Wielkiej Brytanii w lidze angielskiej z Wimbledonem Dons.
Startował w egzotycznej lidze RPA w roku 1957.

## Przynależność klubowa
Wielka Brytania
- Wimbledon Dons (1956–1964)
- Wolverhampton Wolves (1965)
- Cradley Heath Heathens (1968–1969)
- Hackney Hawks (1970)
- Cradley Heath Heathens (1971–1972)

Południowa Afryka
- Durban Hornets (1957)
- East Rand Stars (1957)

## Osiągnięcia
Indywidualne Mistrzostwa Świata
- 1960 –  Londyn – jako rezerwowy – 3 pkt → wyniki
- 1961 –  Malmö – 5. miejsce – 10 pkt → wyniki
- 1962 –  Londyn – 6. miejsce – 9 pkt → wyniki
- 1964 –  Göteborg – 13. miejsce – 4 pkt → wyniki

Drużynowe Mistrzostwa Świata
- 1961 –  Wrocław – 3. miejsce – 6 pkt → wyniki

Indywidualne Mistrzostwa Wielkiej Brytanii
- 1961 – Londyn – 6. miejsce – 9 pkt → wyniki
- 1962 – 3 rund – 6. miejsce – 29 pkt → wyniki
- 1963 – 3 rund – 11. miejsce – 17 pkt → wyniki
- 1964 – Londyn – 6. miejsce – 10 pkt → wyniki
- 1965 – Londyn – 11. miejsce – 5 pkt → wyniki
- 1968 – Londyn – jako rezerwowy – 0 pkt → wyniki
- 1971 – Coventry – jako rezerwowy – 0 pkt → wyniki

Indywidualne Mistrzostwa Nowej Zelandii
- 1966 – New Plymouth – 1. miejsce – 15 pkt → wyniki
- 1967 – Christchurch – 4. miejsce – 11 pkt → wyniki
- 1968 – Templeton – 3. miejsce – 13 pkt → wyniki
- 1969 – Palmerston North – 2. miejsce – 13 pkt → wyniki
- 1973 – Auckland – 2. miejsce – 12 pkt → wyniki
- 1976 – Napier – 12. miejsce – 4 pkt → wyniki
- 1973 – Auckland – 2. miejsce – 12 pkt → wyniki